# 拉尔夫·比斯多夫
拉尔夫·比斯多夫（德語：Ralf Bißdorf，1971年3月15日—），德国男子击剑运动员。他曾代表德国参加2000年和2004年夏季奥林匹克运动会击剑比赛，其中2000年奥运会获得一枚银牌。